# Баймиров, Тухтамыш
Тухтамыш Баймирович Баймиров (род. 1935) — советский узбекский хозяйственный, государственный и партийный деятель.

## Биография
Родился в 1935 году. Член КПСС с 1961 года.
С 1957 года — на хозяйственной, общественной и политической работе. В 1957—1985 гг. — техник-десятник управления, старший
инженер, начальник участка, главный инженер, начальник дорожно-строительного управления, управляющий трестом, начальник территориального управления «Голодностепстрой», заведующий отделом транспорта и связи ЦК КП Узбекистана, первый секретарь Джизакского обкома Компартии Узбекистана, председатель Госкомитета по водохозяйственному строительству Узбекской ССР.
За разработку и внедрение прогрессивных методов по орошению и первичному комплексному освоению целинных земель Голодной степи был в составе коллектива удостоен Ленинской премии 1972 года.
Избирался депутатом Верховного Совета СССР 10-го созыва.
Делегат XXIV, XXV и XXVI съездов КПСС.
Он умер в Косонском районе Кашкадарьинской области.